# جسم الإنسان
جسم الإنسان يتكون من أجهزة وأعضاء كثيرة كل جزء منها يقوم بوظيفة أو عدة وظائف خاصة به وكل جزء منها يسمى عضواً، والعضو جزء من جسم الكائن الحي يقوم بوظيفة واحدة أو عدة وظائف.
يوجد في جسم الإنسان أعضاء كثيرة مثل العين، الأذن، اللسان، القلب وغيرها، وكل مجموعة من الأعضاء تتعاون في ما بينها وتكمل القيام بمظهر من مظاهر الحياة. وتسمى الجهاز وهي مجموعة من أعضاء تعمل مع بعضها في تعاون وانتظام للقيام بمظهر من مظاهر الحياة. وإذا تفحصت جسمك من الداخل، وجدت فيه أجهزة تقوم بمظاهر الحياة المختلفة هي: الجهاز التنفسي، والجهاز الهضمي، والجهاز الدوري، والجهاز العصبي، والجهاز العضلي وغيره، هذه الأجهزة تتعاون مع بعضها البعض وتعمل بانتظام يومًا بعد يوم ليبقى جسم الإنسان حيًا.

## عظام الإنسان
عظام الإنسان تختلف في أحجامها وأشكالها، فهي أسطوانية، مسطحة، كروية وبعضها طويلة وبعضها قصيرة وبعضها سميكة وبعضها رفيعة وأيضًا مجوفة وغير مجوفة.
مجموعة العظام في الجسم تترابط مكونة الهيكل العظمي للجسم. يوجد داخل الجمجمة جزء هام طري يعتبر مركز الإحساس والتحكم في جسم الإنسان ويسمى الدماغ.
عظام الجمجمة قوية وصلبة تحمي الدماغ بداخلها، وكذلك تحمي العينين والأذينين.

## مكونات
|                 | العنصر | الرمز الكيميائي | نسبة الكتلة | نسبة الذرات |
| أكسجين          | O      | 65.0            | 24.0        |             |
| كربون           | C      | 18.5            | 12.0        |             |
| هيدروجين        | H      | 9.5             | 62.0        |             |
| نيتروجين        | N      | 3.2             | 1.1         |             |
| كالسيوم         | Ca     | 1.5             | 0.22        |             |
| فسفور           | P      | 1.0             | 0.22        |             |
| بوتاسيوم        | K      | 0.4             | 0.03        |             |
| كبريت           | S      | 0.3             | 0.038       |             |
| صوديوم          | Na     | 0.2             | 0.037       |             |
| كلور            | Cl     | 0.2             | 0.024       |             |
| مغنيسيوم        | Mg     | 0.1             | 0.015       |             |
| العناصر الزهيدة |        | < 0.1           | < 0.3       |             |

تتكونُ تركيبة جسم الإنسان مِن عناصرَ تشمل الهيدروجين وَالأكسجين وَالكربون وَالكالسيوم وَالفسفور. تتواجد هذه العناصر في تريليونات الخلايا وَالمكوّنات غير الخلوية في الجسم.

### خلايا
يحتوي الجسم على تريليونات الخلايا، وهي الوحدة الأساسية للحياة. في مرحلة النضج، هناك ما يقارب من 30  إلى 37  تريليون خلية في الجسم، يستضيف الجسم أيضًا نفس العدد من الخلايا غير البشرية  وكذلك الكائنات متعددة الخلايا التي تقع في الجهاز الهضمي وفي الجلد. ليس كل أجزاء الجسم مكونة من الخلايا، الخلايا تتوضع في أنسجة خارج الخلايا التي تتكون من البروتينات مثل الكولاجين، وتحيط بها السوائل خارج الخلية.
من 70 كجم من متوسط وزن جسم الإنسان المتوسط، ما يقرب من 25 كجم هو خلايا غير بشرية أو المواد غير الخلوية مثل العظام والنسيج الضام.الحمض النووي موجود داخل نواة الخلية. هناك تُنْسَخ أجزاء من الحمض النووي وتُرْسَل إلى الجسم من الخلية عن طريق الحمض النووي الريبي ثم يُسْتَخْدَم الحمض النووي الريبي لصنع البروتينات التي تشكل الأساس للخلايا، نشاطهم، ومنتجاتهم. ليس كل الخلايا لديها حمض نووي، بعض الخلايا مثل خلايا الدم الحمراء الناضجة تفقد نواتها بعد النضج.

### أنسجة
يحتوي الجسم أنواع مختلفة من الأنسجة، وتعرف بأنها الخلايا التي تعمل مع وظيفة متخصصة. دراسة الأنسجة تسمى علم الأنسجة، وغالباً ما تُدْرَس من خلال المجهر، يتكون الجسم من أربعة أنواع رئيسية من الأنسجة - خلايا بطانة (ظهائر)، النسيج الضام، والأنسجة العصبية والأنسجة العضلية. 
الخلايا التي تقع على الأسطح المعرضة للعالم الخارجي أو الجهاز الهضمي أو التجاويف الداخلية تأتي بأشكال عديدة - من الخلايا الطلائية، إلى خلايا ذات أهداب صغيرة تشبه شعر الرئتين، إلى خلايا تشبه العمود التي تغطي المعدة.
الخلايا البطانية هي الخلايا التي تقع في التجاويف الداخلية بما في ذلك الأوعية الدموية والغدد.

### أجهزة

#### الجهاز الدوري
يتكون الجهاز الدوري من القلب والأوعية الدموية (الشرايين، الأوردة والشعيرات الدموية). يقوم القلب بدفع الدورة للدم إلى جميع أجزاء الجسم والذي يعمل بمثابة "نظام نقل" لنقل الأكسجين والمواد الغذائية ومنتجات النفايات والخلايا المناعية، والهرمونات. يمكن تقسيم مسارات الدورة الدموية داخل جسم الإنسان إلى قسمين: الدورة الرئوية، والتي تضخ الدم إلى الرئتين لجلب الأكسجين وترك ثاني أكسيد الكربون، و الدورة الدموية الجهازية التي تنقل الدم من القلب إلى باقي الجسم.

#### الجهاز الهضمي

#### الجهاز التناسلي

التشريح العياني الداخلي للجهاز التناسلي الأنثوي